# Swea Energi
Swea Energi är ett svenskt oljebolag med säte i Norrköping. Swea Energi har under de senaste åren vuxit till en av Sveriges större leverantörer av bränsle på bulk genom förvärv av dessa verksamheter från bland annat Norsk Hydro, Statoil och Shell. 
Swea Energi ingår i DCC Group.